# Le Choix de Myriam
Ne doit pas être confondu avec Le Choix de Donna, Le Choix de Sophie ou Le Choix de Selma.
Pour plus de détails, voir Fiche technique et Distribution.
Le Choix de Myriam est un téléfilm français en deux parties réalisé par Malik Chibane, réalisé en 2008 et diffusé le 9 mai 2009 sur France 3.

## Synopsis
Le film raconte l'histoire d'une famille algérienne qui passe des bidonvilles franciliens aux HLM, sur le fond des années 1960. Les problèmes de racisme, de pauvreté mais aussi la manifestation du 17 octobre 1961 sont racontés. La famille habite ensuite dans des tours neuves HLM de Seine-Saint-Denis.

## Thème du film
Le film permet de voir l'évolution des enfants de la famille, filles et fils d'immigrés ouvriers analphabètes.

## Fiche technique
- Réalisateur : Malik Chibane
- Scénario : Malik Chibane et Daniel Saint-Hamont
- Musique : Abdelhadi El Rharbi et Jean-Paul Bottemanne
- Date de diffusion : 9 mai 2009 sur France 3
- Costumes : Marie-Claude Altot
- Durée : 200 minutes

## Distribution
- Mehdi Nebbou : Kader
- Leïla Bekhti : Myriam
- Carole Richert : Denise
- Anémone : Simone
- Delphine Rollin : Cécile
- Denis Sebbah : le docteur Bismut
- Nailia Harzoune : Yasmina adolescente
- Pascal Demolon : Robert
- Abdelhafid Metalsi : Hassan
- Abel Jafri : Mustapha adulte
- Nils Öhlund : Patrick Deschamps
- Samir Boitard : Miloud
- Jackie Berroyer : Scala
- Marc Andréoni : Luis